# Municipio de Niangua (condado de Webster)
El municipio de Niangua (en inglés: Niangua Township) es un municipio ubicado en el condado de Webster en el estado estadounidense de Misuri. En el año 2010 tenía una población de 1150 habitantes y una densidad poblacional de 13,08 personas por km².

## Geografía
El municipio de Niangua se encuentra ubicado en las coordenadas 37°23′20″N 92°47′52″O / 37.38889, -92.79778. Según la Oficina del Censo de los Estados Unidos, el municipio tiene una superficie total de 87.91 km², de la cual 87,68 km² corresponden a tierra firme y (0,26 %) 0,23 km² es agua.

## Demografía
Según el censo de 2010, había 1150 personas residiendo en el municipio de Niangua. La densidad de población era de 13,08 hab./km². De los 1150 habitantes, el municipio de Niangua estaba compuesto por el 97,13 % blancos, el 0,35 % eran afroamericanos, el 0,96 % eran amerindios, el 0,26 % eran asiáticos, el 0,52 % eran de otras razas y el 0,78 % eran de una mezcla de razas. Del total de la población el 1,48 % eran hispanos o latinos de cualquier raza.